# Roccavaldina
Roccavaldina település Olaszországban, Szicília régióban, Messina megyében. Lakosainak száma 998 fő (2023. január 1.). Roccavaldina Monforte San Giorgio, Rometta, Spadafora, Torregrotta, Valdina és Venetico községekkel határos.

## Népesség
A település lakossága az elmúlt években az alábbi módon változott:
| Lakosok száma | 1113 | 1108 | 998  |
|               | 2017 | 2018 | 2023 |